# Acción Social Española
Acción Social Española fue un partido político fundado en 1935 en Barcelona con el objetivo de "conseguir el ideal común de orden social, respeto al principio de autoridad y amor al trabajo". En septiembre de 1935 se unió a la CEDA.
Sus dirigentes fueron Antonio Rodríguez Marbau como presidente y Francisco Miguel de Veciana y Eduardo García Segura como vicepresidentes. 